# 糯米歐與茱麗葉
《糯米歐與茱麗葉》是一部於2011年上映的英美合製3D奇幻愛情喜劇片，改編自威廉·莎士比亞所編寫的著名悲劇作品《羅密歐與茱麗葉》。電影由試金石影業和火箭影業制作，華特迪士尼工作室電影和娛樂一體電影發行。電影在英國、美國於2011年2月11日上映。艾爾頓·強和Lady Gaga的電影主題歌曲《Hello Hello》獲得金球獎最佳原創歌曲、衛星獎最佳原創歌曲、評論家選擇電影獎最佳歌曲提名。

## 劇情
故事敘述庭院的花園精靈，在主人離開時都會動起來。花園精靈分為兩家—紅矮人和藍矮人，他們都是死對頭，但他們的接班人糯米歐和茱麗葉卻相戀...

## 配音員
| 配音                 | 配音   | 角色                                               |
| 美國                 | 台灣   | 角色                                               |
| -------------------- | ------ | -------------------------------------------------- |
| 詹姆斯·麥艾維        | 詹君陽 | 糯米歐（Gnomeo）                                   |
| 愛蜜莉·布朗          | 汪世瑋 | 茱麗葉（Juliet）                                   |
| 米高·肯恩            |        | 紅矮人長老（Lord Redbrick）                        |
| 瑪姬·史密芙          |        | 藍梅女士（Lady Bluebury）                          |
| 傑森·史塔森          | 康殿宏 | 鐵豹（Tybalt）                                     |
| 艾希莉·简森          | 钱欣郁 | 水蛙娜（Nanette）                                  |
| 马修·卢卡斯          | 夏治世 | 班尼（Benny）                                      |
| 斯蒂芬·默切特        |        | 帕里斯（Paris）                                    |
| 帕特里克·斯图尔特    | 胡立成 | 威廉·莎士比亞雕像（Statue of William Shakespeare） |
| 奥齐·奥斯本          | 陳進益 | 麋鹿（Fawn）                                       |
| 吉姆·康明斯          | 林協忠 | 紅鶴（Featherstone）                               |
| 霍克·霍肯            |        | 終結者播音員（Terrafirminator Announcer）          |
| 朱莉·华特斯          |        | 蒙塔古女士（Ms. Montague）                         |
| 理查德·威尔森        | 胡立成 | 凱普萊特先生（Mr. Capulet）                        |
| 凯利·阿斯布瑞        |        | 紅矮人（Red Goon Gnomes）                          |
| 桃莉·巴頓            | 丘梅君 | 桃莉小矮人（Dolly Gnome）                          |
| 茱莉亚·伯汉姆        |        | 石頭魚（Stone Fish）                               |
| 詹姆士·丹尼尔·威尔森 |        | 釣魚小矮人（Fishing Gnome）                        |
| 提姆·本提尼克        |        | 左邊的連體小矮人（Conjoined Gnome Left）           |
| 吉力欧·博内特        |        | 曼基尼小矮人（Mankini Gnome）                      |
| 尼尔·马克考尔        |        | 右邊的連體小矮人（Conjoined Gnome Right）          |
| 玛丽莎·霍维兹        |        | 打電話給我娃娃（Call Me Doll）                     |
| 约翰·陶德            |        | 舞者（Dancer）                                     |

## 評價
爛番茄新鮮度55%，基於117條評論，平均分為5.6/10，而在Metacritic上得到53分，IMDB上得6分。

## 續集
2012年3月，宣佈將推出續集，並命名為《糯米歐與茱麗葉2：糯爾摩斯》（Gnomeo & Juliet: Sherlock Gnomes）。2015年11月，宣佈強尼·戴普將為角色糯爾摩斯配音，並定於2018年1月18日上映。2017年5月26日，電影延期到2018年3月23日上映。

## 外部連結
- 官方网站
- 互联网电影数据库（IMDb）上《糯米歐與茱麗葉》的资料（英文）
- AllMovie上《糯米歐與茱麗葉》的资料（英文）
- Box Office Mojo上《糯米歐與茱麗葉》的資料（英文）
- 爛番茄上《糯米歐與茱麗葉》的資料（英文）
- Metacritic上《糯米歐與茱麗葉》的資料（英文）
- 開眼電影網上《糯米歐與茱麗葉》的資料（繁體中文）
- 时光网上《糯米歐與茱麗葉》的資料（简体中文）
- 豆瓣电影上《糯米歐與茱麗葉》的資料 （简体中文）